# Nikolaj Ehlers
Nikolaj Ehlers (* 14. února 1996 Aalborg) je profesionální dánský hokejový útočník momentálně hrající v týmu Winnipeg Jets v severoamerické lize NHL. Stejný tým ho v roce 2014 draftoval již v 1. kole jako 9. celkově.

## Statistiky

### Klubové statistiky
| Sezóna      | Klub               | Soutěž      |     | Základní část | Základní část | Základní část | Základní část | Základní část |    | Play off | Play off | Play off | Play off | Play off |
| Sezóna      | Klub               | Soutěž      | Z   | G             | A             | B             | TM            | Z             | G  | A        | B        | TM       |          |          |
| 2012–13     | EHC Biel           | NLA         | 11  | 1             | 1             | 2             | 0             | 7             | 0  | 3        | 3        | 0        |          |          |
| 2013–14     | Halifax Mooseheads | QMJHL       | 63  | 49            | 55            | 104           | 51            | 16            | 11 | 17       | 28       | 18       |          |          |
| 2014–15     | Halifax Mooseheads | QMJHL       | 51  | 37            | 64            | 101           | 67            | 14            | 10 | 21       | 31       | 14       |          |          |
| 2015–16     | Winnipeg Jets      | NHL         | 72  | 15            | 23            | 38            | 21            | —             | —  | —        | —        | —        |          |          |
| 2016–17     | Winnipeg Jets      | NHL         | 82  | 25            | 39            | 64            | 38            | —             | —  | —        | —        | —        |          |          |
| 2017–18     | Winnipeg Jets      | NHL         | 82  | 29            | 31            | 60            | 26            | 15            | 0  | 7        | 7        | 2        |          |          |
| 2018–19     | Winnipeg Jets      | NHL         | 62  | 21            | 16            | 37            | 15            | 6             | 0  | 0        | 0        | 0        |          |          |
| 2019–20     | Winnipeg Jets      | NHL         | 71  | 25            | 33            | 58            | 30            | 4             | 2  | 0        | 2        | 2        |          |          |
| 2020–21     | Winnipeg Jets      | NHL         | 47  | 21            | 25            | 46            | 15            | 6             | 2  | 1        | 3        | 2        |          |          |
| 2021–22     | Winnipeg Jets      | NHL         | 62  | 28            | 27            | 55            | 20            | —             | —  | —        | —        | —        |          |          |
| 2022–23     | Winnipeg Jets      | NHL         | 45  | 12            | 26            | 38            | 11            | 1             | 0  | 0        | 0        | 0        |          |          |
| 2023–24     | Winnipeg Jets      | NHL         | 82  | 25            | 36            | 61            | 29            | 5             | 0  | 2        | 2        | 0        |          |          |
| 2024–25     | Winnipeg Jets      | NHL         | 69  | 24            | 39            | 63            | 17            | 8             | 5  | 2        | 7        | 4        |          |          |
| NHL celkově | NHL celkově        | NHL celkově | 674 | 225           | 295           | 520           | 222           | 45            | 9  | 12       | 21       | 10       |          |          |